# توماس ف. درود
العميد توماس ف. درود (بالإنجليزية: Thomas V. Draude)‏ (ولد في 25 أبريل 1940 في كانكاكي، إلينوي، الولايات المتحدة) ضابط متقاعد من قوات مشاة بحرية الولايات المتحدة. منذ التقاعد خدم درود مع رابطة خدمات السيارات المتحدة ومؤسسة جامعة مشاة البحرية. حاليا هو عضو مساعد في هيئة تدريس جامعة سانت ليو في سانت ليو بفلوريدا حيث يحاضر عن حرب فيتنام والشرق الأوسط والحروب الحديثة.
تطوع للعمل في عملية درع الصحراء. لخدمته حصل على وسام الدفاع المتميز. انضم إلى الشعبة في المملكة العربية السعودية في أكتوبر 1990. تغير تركيز القسم من الدفاع إلى الهجوم في نوفمبر مع وصول الشعبة البحرية الثانية. كان تركيز درود على الدعم اللوجستي للقسم فضلا عن تخطيط المدفعية والاعتداء على الكويت. عين أيضا ضابط الخداع للقوات البحرية باستخدام القوات البرمائية والدبابات والدبابات الاصطناعية وقطع المدفعية وفريق العمل تروي لتحقيق مفاجأة والاستيلاء على معظم القوات العراقية. لأدائه حصل على وسام الاستحقاق من الجدارة مع القتال.
كان مهمته النهائية مدير الشؤون العامة في سلاح البحرية. كان تركيزه هو الحفاظ على العلاقة الإيجابية التي أقيمت مع أعضاء وسائل الإعلام في عملية درع الصحراء وعملية عاصفة الصحراء لتمكين سلاح البحرية لقول قصتهم للشعب الأمريكي.